# Georgskathedrale (Latakia)
Die Kathedrale St. Georg oder Georgskathedrale (arabisch كنيسة مار جرجس oder كاتدرائية مار جرجس) ist die Kathedrale des Erzbistums Latakia der griechisch-orthodoxen Kirche in Latakia in Syrien.

## Standort
Die Kirche steht in der Stadtzentrum von Latakia an der Nordseite des Suq al-Sagha (سوق الصاغة, „Goldschmiede-Markt“) etwa 20 m westlich der Schukri-al-Quwatli-Straße (شارع شكري القوتلي). Etwa 400 m westlich, an der Mutanabbi-Straße (شارع المتنبي), steht eine zweite griechisch-orthodoxe Kirche, die Kirche der Erzengel Michael und Gabriel (كنيسة رئيسي الملائكة ميخائيل و جبرائيل). Noch näher befinden sich zwei wesentlich ältere, aber auch unscheinbarere griechisch-orthodoxe Kirchen: nur einen Straßenblock südlich die Kirche der Heiligen Jungfrau und rund 300 m nordöstlich die Nikolauskirche, außerdem in direkter Nähe zu letzterer die armenische Kirche der Heiligen Muttergottes. Rund 100 m nordöstlich der Georgskathedrale ist die Soufan-Moschee (مسجد صوفان).

## Geschichte
Die griechisch-orthodoxe Kirche ist in Latakia sehr lange präsent, doch ist ihre heutige Kathedrale erst jüngeren Datums. Deutlich älter sind beispielsweise die griechisch-orthodoxe Nikolauskirche aus dem 6. Jahrhundert und die Kirche der Heiligen Jungfrau von vor dem 8. Jahrhundert. Die Georgskathedrale am Goldschmied-Suq im Stadtzentrum Latakias wurde in den Jahren von 1936 bis 1940 mit Spenden zahlreicher Persönlichkeiten aus der Griechisch-Orthodoxen Kirche erbaut. Seitdem ist sie als größte Kirche der Stadt mit ihren drei Kuppeln weithin sichtbar.

## Architektur
Die aus hellem Stein gemauerte Kirche hat einen rechteckigen Grundriss. In der Mitte des Flachdaches hat sie große spitzbogige Kuppel und an Westseite zwei kleinere Kuppeln. Ein schmaler Randbereich des Flachdaches ist um das ganze Gebäude herum um etwa ein halbes Stockwerk niedriger als der größere, mittlere Bereich des Flachdaches. Die Westwand hat fünf große Rundbogenfenster und an jedem Rand noch einmal jeweils zwei schmale Rundbogenfenster nahe beieinander.

## Bistum und Bischof
Die Georgskathedrale Latakia ist Kathedralkirche des Erzbistums Latakia des Griechisch-orthodoxen Patriarchats von Antiochien. Seit 2018 ist der 1965 in Latakia geborene Athanasios (Fahed) griechisch-orthodoxer Erzbischof von Latakia.